# Drapeau des Fidji
Le drapeau des Fidji a été adopté le 10 octobre 1970. Lorsque les Fidji deviennent une république en 1987, ce drapeau a été conservé tel quel, bien qu'il ait été conçu sur le modèle des emblèmes du Royaume-Uni.

## Description
Le drapeau des Fidji comprend un fond bleu ciel symbolisant l'océan Pacifique occupant une place importante de la vie des Fidjiens, d'une part avec la pêche et d'autre part par son important marché touristique. L'Union Jack figure dans le quartier supérieur à la hampe exprimant les liens du pays avec le Royaume-Uni et le blason national est présent sur la partie flottante.

## Pavillons des Fidji

Pavillon marchand
Pavillon d'État
Pavillon naval
Pavillon de l'aviation civile

## Historique

### Royaume des Fidji (1871-1874)

Drapeau du Royaume des Fidji de 1871 à 1874

Lors de la création du royaume des Fidji en 1871, le gouvernement adopte un drapeau national.
Il est constitué de deux bandes verticales, de couleurs bleue et blanche. Au centre, un bouclier rouge est présent dans lequel une colombe blanche y figure. Une couronne orne le bouclier. la couleur bleu signifie l'ocean

### Colonie britannique des Fidji (1874-1970)

Drapeau de la colonie fidjienne de 1877 à 1883
Drapeau de la colonie fidjienne de 1883 à 1903
Drapeau de la colonie fidjienne de 1903 à 1908
Drapeau de la colonie fidjienne de 1908 à 1924
Drapeau de la colonie fidjienne de 1924 à 1970

En 1874, à la suite de la persistance des troubles économiques et sociaux, le gouvernement fidjien cède le pays au Royaume-Uni qui en fait une colonie. Le drapeau du royaume des Fidji est alors abandonné et remplacé trois ans plus tard, en 1877, par un drapeau colonial. Il sera modifié quatre fois : en 1883, en 1903, en 1908 et en 1924.

### Adoption du drapeau de 1970
En préparation à l'indépendance du pays, la population est invitée à envoyer des propositions de drapeau au gouvernement. Le drapeau est ensuite choisi par un comité composé de quatre ministres : Ratu Sir Kamisese Mara (Premier ministre), Ratu Edward Cakobau (ministre du Travail), Vijay R. Singh (ministre de la Santé, de l'Éducation, du Logement et de la Protection sociale), et Charles Stinson (ministre des Communications et des Travaux publics).

### Changement de drapeau prévu pour 2016, puis annulé
Lors de ses vœux au pays le jour de l'an en 2013, le Premier ministre et contre-amiral Frank Bainimarama annonça que l'Union Jack serait bientôt retiré du drapeau, afin de « refléter un sentiment de renouveau national, de renforcer une nouvelle identité fidjienne et une nouvelle confiance en tant que Fidjiens sur la scène mondiale ». Ce changement de drapeau accompagnerait l'adoption d'une nouvelle Constitution, dont le but énoncé par Bainimarama (arrivé au pouvoir par un coup d'État militaire en décembre 2006) serait d'introduire une démocratie fondée sur l'égalité des voix, sans distinction raciale, laïque, et supervisée par les forces militaires. Quelques semaines auparavant, le gouvernement avait déjà retiré le portrait de la reine Élisabeth II du dollar fidjien. 
En février 2015, ayant remporté les élections cinq mois plus tôt, Frank Bainimarama confirme que l'Union Jack serait bientôt retiré. Pour l'occasion, un concours national est mis en place du 2 mars au 1er mai 2015 dans lequel tous les Fidjiens peuvent envoyer leur proposition. À la fin du concours, un comité national de citoyens issus de divers milieux (sportif, politique, ..) se réunit pour sélectionner un drapeau, en prenant en compte l'avis général de la population qui peut commenter les propositions, visibles sur un site internet lancé pour l'occasion. Une fois le drapeau sélectionné, il doit enfin être approuvé par le parlement. Le nouveau drapeau serait révélé le 10 octobre, 45e anniversaire de l'indépendance des Fidji. Le 30 juin, toutefois, le gouvernement prolonge jusqu'à fin décembre la période de consultation publique, espérant rallier une opinion publique largement hostile au changement.
Le comité chargé de recevoir les propositions du public est présidé par Iliesa Delana, secrétaire d'État à la Jeunesse et aux Sports, et champion paralympique de saut en hauteur. Il est assisté par Ted Kaye, un Américain décrit par le gouvernement fidjien comme un « expert international en vexillologie ». Le comité (composé également d'artistes, d'hommes d'affaires, d'universitaires, d'un grand chef autochtone, d'un dirigeant syndical ou encore du joueur de rugby Jiko Matawalu) sélectionne vingt-trois drapeaux potentiels, tous sur fond bleu clair, et les soumet début juin au gouvernement. Les vingt-trois propositions sont alors rendues publiques pour que les citoyens puissent envoyer leurs commentaires, avant que le gouvernement ne choisisse l'un de ces drapeaux et ne le soumette au Parlement.
En juin 2015, un sondage suggère que 53 % des Fidjiens sont opposés à tout changement du drapeau ; seuls 32 % sont favorables à un changement, les autres étant indécis ou bien refusant de se prononcer. 63 % des sondés souhaitent que le Union Jack soit conservé sur le drapeau fidjien. Par ailleurs, 87 % souhaitent qu'il y ait un vote populaire sur la question du drapeau, et 66 % précisent que ce vote doit prendre la forme d'un référendum. Les jeunes adultes s'avèrent les plus attachés au drapeau existant. Le gouvernement rejette l'idée d'un référendum, et confirme que le drapeau sera changé quoi qu'il advienne.
Fin 2015, le gouvernement indique qu'il soumettra en mars 2016 cinq propositions de drapeau au public. Les citoyens auront alors trois mois pour choisir l'un de ces drapeaux, « à travers des consultations publiques, les médias sociaux et des messages textuels par téléphone ». Le nouveau drapeau national serait ensuite annoncé le 1er juillet, et hissé pour la première fois le 7 septembre. Le 7 septembre 2016 sera, pour la première fois, un jour férié annuel, le « Jour de la Constitution » (Constitution Day), dont la visée est d'accroître la compréhension de la Constitution par le public.
Le nouveau drapeau n'est toutefois pas annoncé en juillet. En avril 2016, le Premier ministre indique avoir renoncé au changement invoquant le coût que cela pourrait représenter alors que le pays se relève à peine du cyclone Winston (en).

La médaille d'or remportée par l'équipe masculine de rugby à sept aux Jeux olympiques d'été de 2016 à Rio de Janeiro au mois d'août, et l'engouement qui en résulte aux Fidji, amène toutefois le gouvernement à renoncer à introduire un nouveau drapeau. Frank Bainimarama explique, :

« En tant que Premier ministre, j'ai été profondément ému de voir la manière dont les Fidjiens se sont rassemblés autour du drapeau national alors que notre équipe de rugby à sept ramenait l'or olympique pour les Fidji. [...] Même si je demeure personnellement convaincu que nous devons remplacer certains des symboles coloniaux du drapeau avec une expression authentiquement autochtone de notre présent et de notre avenir, il est clair pour le gouvernement depuis février que le drapeau ne doit pas être changé dans un avenir prévisible. »

Design 35
Design 36
Design 37
Design 38
Design 39
Design 40
Design 41
Design 42
Design 43
Design 44
Design 45
Design 46
Design 47
Design 48
Design 49
Design 50
Design 51
Design 52
Design 53
Design 54
Design 55
Design 56
Design 57